# Tomoplagia obliqua
Tomoplagia obliqua
 es una especie de insecto del género Tomoplagia de la familia Tephritidae del orden Diptera. 
Thomas Say la describió científicamente por primera vez en el año 1830.